# Martin Georgiev
Pour les articles homonymes, voir Pavlov et Georgiev.
Martin Pavlov Georgiev, né le 24 septembre 2005 à Sofia en Bulgarie, est un footballeur bulgare qui joue en professionnel depuis 2022 comme défenseur pour PFK Slavia Sofia. Il fait partie de la liste « Next Generation » de 2022 du journal The Guardian.

## Carrière en club
Martin Pavlov Georgiev, naît le 24 septembre 2005 à Sofia, est un footballeur bulgare formé au Slavia Sofia. Il fait ses débuts professionnels avec l'équipe première le 11 novembre 2021 lors d’un match de championnat contre le CSKA Sofia. Une semaine plus tard, il dispute une seconde rencontre face à Ludogorets, au cours de laquelle il est expulsé suite à une faute grave.
En mai 2022, des informations rapportent que le FC Barcelone manifeste un intérêt pour le jeune défenseur. Le 1er juin, le propriétaire du Slavia, Ventseslav Stefanov, annonce que l'accord est quasiment finalisé et que Georgiev devrait s’engager avec le club catalan pour deux ans. Finalement, l’accord conclu entre les deux clubs prend la forme d’un prêt d’un an, et Georgiev rejoint l’équipe Juvenil A du FC Barcelone.
Le 15 juillet 2022, Martin Georgiev rejoint l’équipe U19 du FC Barcelone dans le cadre d’un prêt assorti d’une option d’achat. En septembre de la même année, le quotidien britannique The Guardian le cite parmi les meilleurs joueurs nés en 2005 dans son classement annuel des jeunes talents mondiaux. Le 4 juillet 2023, le Slavia Sofia annonce son retour au club à l’issue de son prêt à Barcelone.

## Carrière internationale
Georgiev représente la Bulgarie U17 au Championnat d'Europe des moins de 17 ans de l'UEFA 2022, où l'équipe a terminé dernière de la phase de groupes.
En 2022, Martin Georgiev représente la Bulgarie U17 lors du Championnat d'Europe des moins de 17 ans de l'UEFA. L’équipe termine à la dernière place de son groupe lors de la phase de groupes.

## Statistiques de carrière

### Club
| Club              | Saison            | Ligue             | Ligue        | Ligue     | Tasse        | Tasse     | Continental  | Continental | Autre        | Autre     | Total        | Total     |
| Club              | Saison            | Division          | Applications | Objectifs | Applications | Objectifs | Applications | Objectifs   | Applications | Objectifs | Applications | Objectifs |
| ----------------- | ----------------- | ----------------- | ------------ | --------- | ------------ | --------- | ------------ | ----------- | ------------ | --------- | ------------ | --------- |
| Slavia Sofia      | 2021–22           | Première Ligue    | 6            | 0         | 1            | 0         | 0            | 0           | 0            | 0         | 7            | 0         |
| Total de carrière | Total de carrière | Total de carrière | 6            | 0         | 1            | 0         | 0            | 0           | 0            | 0         | 7            | 0         |